# 景保 (小惑星)
景保（かげやす、12370 Kageyasu）は小惑星帯に位置する小惑星である。北海道釧路で上田清二と金田宏が発見した。
江戸時代後期の天文学者で、書物奉行兼天文方筆頭を務めたが、シーボルト事件に関与して投獄され、獄死した高橋景保に因んで命名された。